# Eberhard David
Eberhard David (* 17. Mai 1942 in Gadderbaum, heute Stadtteil von Bielefeld) ist ein deutscher Politiker (CDU). Er war von 1989 bis 1994 ehrenamtlicher und von 1999 bis 2009 hauptamtlicher Oberbürgermeister der Stadt Bielefeld.

## Leben und Beruf
David arbeitete bis zu seiner Wahl zum hauptamtlichen Oberbürgermeister von Bielefeld als Kirchenverwaltungsrat und als Leiter des evangelischen Gemeindeamtes in Brackwede. Er ist verheiratet und hat zwei Kinder.

## Politik
David trat bereits 1969 der CDU bei und wurde Ratsmitglied in der Gemeinde Senne I. Ab 1979 war er Mitglied des Bielefelder Stadtrates und von 1979 bis 1989 Bezirksvorsteher des Stadtbezirks Senne. Von 1989 bis 1994 war er der letzte ehrenamtliche, vom Rat der Stadt gewählte Oberbürgermeister der Stadt Bielefeld.
Bei der Kommunalwahl am 12. September 1999 wurde Eberhard David als CDU-Kandidat im ersten Wahlgang mit 54,3 Prozent der Stimmen von der wahlberechtigten Bevölkerung zum hauptamtlichen Oberbürgermeister gewählt. Er setzte sich gegen vier Mitbewerber, unter ihnen Amtsinhaberin Angelika Dopheide (SPD), durch. Bei der Kommunalwahl 2004 gelang ihm die Wiederwahl in einer Stichwahl am 10. Oktober 2004, die er mit 50,1 Prozent der Stimmen (einem Vorsprung von 137 Stimmen gegen SPD-Kandidat Pit Clausen) gewann. Bei der Kommunalwahl 2009 trat David nicht mehr an.